# Rolf Hansen
Rolf Hansen (født 1. januar 1975) er en dansk skuespiller.
Rolf Hansen er uddannet fra Skuespillerskolen ved Aarhus Teater i 2005. Han har siden haft roller ved bl. Aalborg Teater, Vendsyssel Teater, Randers Egnsteater og Entréscenen, ligesom han har medvirket i flere film og tv-serier.
I 2008 modtog Rolf Hansen Reumerts Talentpris. 

## Filmografi
- Kunsten at græde i kor (2006)
- Cecilie (2007)
- Hvid nat (2007)
- Julie (2011)

### Tv-serier
- Øen (2007)
- Album (2008)
- Forbrydelsen II (2009)
- Dicte (2013)
- Tidsrejsen (julekalender, 2014)